# МКС-46
МКС-46 — сорок шестая долговременная экспедиция Международной космической станции. Экспедиция началась 11 декабря 2015 года, 09:49 UTC, с момента отстыковки от станции корабля «Союз ТМА-17М». В это время на станции уже находились космонавты, оставшиеся с предыдущей экспедиции МКС-45. Через 14 дней, состав экспедиции пополнил экипаж космического корабля «Союз ТМА-19М», который 15 декабря 2015 года, 17:33 UTC, пристыковался  к стыковочному узлу модуля МИМ-1 «Рассвет» орбитального комплекса МКС. Завершилась экспедиция 2 марта 2016 года, 01:02 UTC в момент отстыковки корабля «Союз ТМА-18М».
Скотт Келли и Михаил Корниенко провели на МКС рекордное время за один полет. Общее время работы за 4 экспедиции (МКС-43/44/45/46) составило 339 дней 23 часа 12 минут 30 секунд. Превышен рекорд, установленный в 2007 году экспедицией МКС-14 (Майкл Лопес-Алегрия и Михаил Тюрин).

## Экипаж
| Должность   | 1 этап экспедиции (11.12.2015 - 15.12.2015) | 2 этап экспедиции (15.12.2015 - 02.03.2016) | № космического полёта | Корабль доставки |
| ----------- | ------------------------------------------- | ------------------------------------------- | --------------------- | ---------------- |
| Командир    | Скотт Келли, НАСА                           | Скотт Келли, НАСА                           | 4                     | Союз ТМА-16М     |
| Бортинженер | Михаил Корниенко, ФКА                       | Михаил Корниенко, ФКА                       | 2                     | Союз ТМА-16М     |
| Бортинженер | Сергей Волков, ФКА                          | Сергей Волков, ФКА                          | 3                     | Союз ТМА-18М     |
| Бортинженер |                                             | Юрий Маленченко, ФКА                        | 6                     | Союз ТМА-19М     |
| Бортинженер |                                             | Тимоти Пик, ЕКА                             | 1                     | Союз ТМА-19М     |
| Бортинженер |                                             | Тимоти Копра, НАСА                          | 2                     | Союз ТМА-19М     |

При возвращении на Землю на космическом корабле «Союз ТМА-18М» 2 марта 2016 года  Скотт Келли и  Михаил Корниенко завершили рекордный по длительности полёт на МКС (340 сут 08 ч 42 мин).

## Задачи
- расстыковка от АО СМ корабля «Союз ТМА-17М» с тремя членами экипажа МКС-44/45;
- работа с транспортными грузовыми кораблями «Прогресс» («Прогресс М-29М» и «Прогресс МС-01»);
- выполнение работ по внекорабельной деятельности (два выхода из американского сегмента станции и один выход из российского сегмента);
- работа с американским грузовым кораблём Cygnus CRS4;
- стыковка корабля «Союз МС» с тремя членами экипажа экспедиции МКС-47/48 к МИМ-2;
- поддержание работоспособности станции и участие в её дооснащении;
- выполнение программы научно-прикладных исследований и экспериментов;
- выполнение мероприятий по связи с общественностью;
- проведение бортовых фото-, видеосъемок хроники полета МКС, работ по программе символической деятельности;
- расстыковка ТПК «Союз ТМА-18М» от МИМ-2 и возвращение двух членов экипажа экспедиции МКС-43/44/45/46 и одного члена экипажа МКС-45/46 на Землю

## Ход экспедиции

### Выходы в открытый космос
1. 21 декабря 2015 года,  Скотт Келли и  Тимоти Копра, из модуля "Квест", длительность 3 часа 16 минут, внеплановый выход, обеспечение возвращения застрявших мобильного транспортера MT и двух тележек CETA в рабочую точку WS4 на секции S0 на основной ферме МКС, прокладка кабелей[3].
2. 15 января 2016 года,  Тимоти Копра и  Тимоти Пик, из модуля "Квест", длительность 4 часа 43 минуты, работы на американском сегменте МКС, выход досрочно завершён из-за появления жидкости в скафандре Копры[4].
3. 3 февраля 2016 года,  Сергей Волков и  Юрий Маленченко, из модуля "Пирс", длительность 4 часа 45 минут, работы на российском сегменте МКС[5].

### Принятый грузовой корабль
- Прогресс МС-01, запуск 21 декабря 2015 года, стыковка 23 декабря 2015 года.